# 1892 en France
Chronologie de la France
- 1888
- 1889
- 1890
- 1891
- 1892
- 1893
- 1894
- 1895
- 1896

Cette page concerne l'année 1892 du calendrier grégorien.

## Événements
- 1er janvier : tentative de suicide de Guy de Maupassant. Il est interné à Passy le 8 janvier dans la clinique du docteur Blanche, où il meurt le 6 juillet 1893[1].
- 6 janvier : premier traité de protectorat en Grande Comore. Les Comores sont soumises à un résident français, Léon Humblot[2].

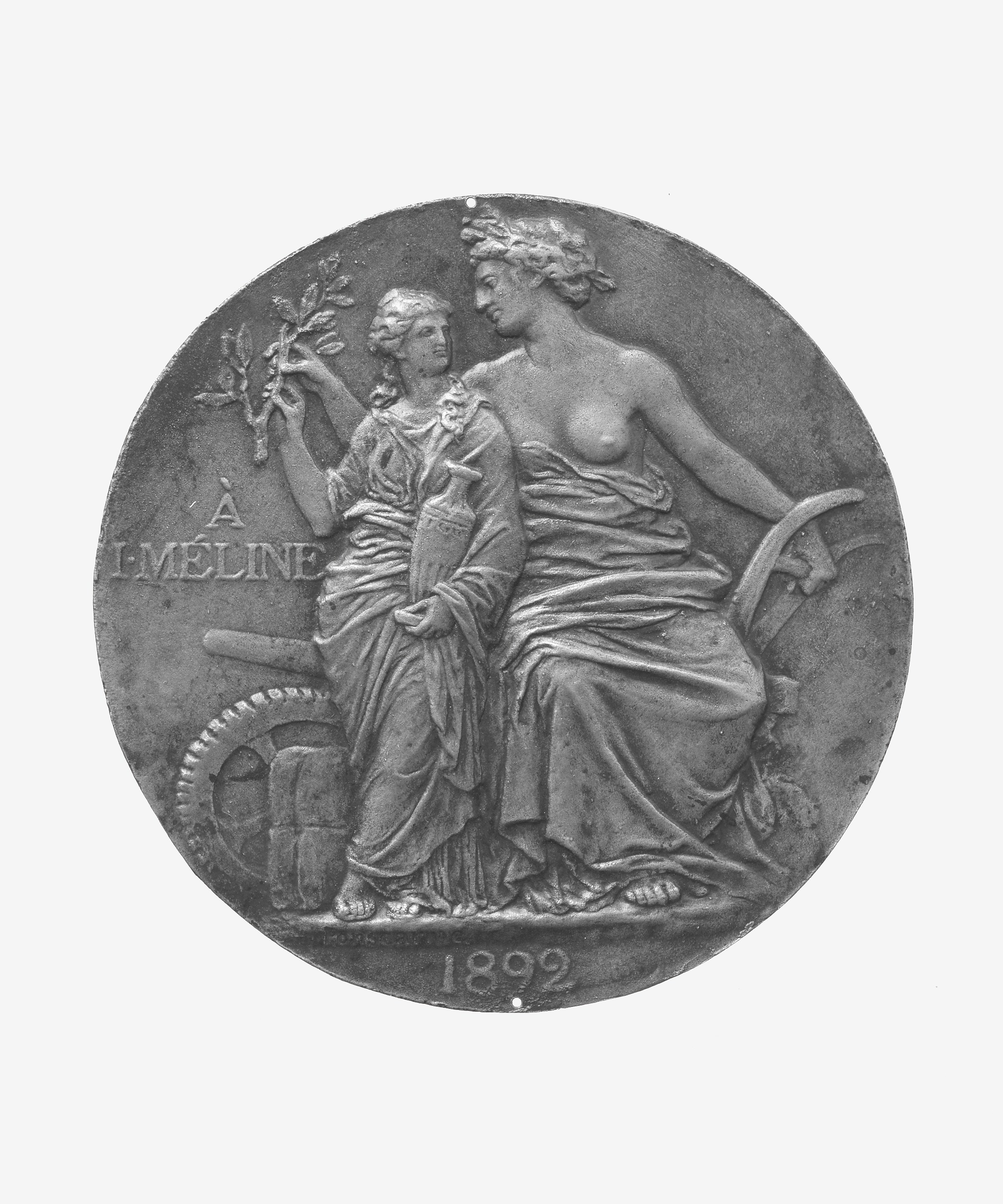
Médaille « À Jules Méline, hommage des agriculteurs français, 1892 ».

- 11 janvier : instauration du tarif protectionniste Méline. Les accords douanier antérieurs sont dénoncés et remplacés par des conventions bilatérales. Les droits d’entrée sont augmentés d’environ 40 %. Les droits de douane passent de 8,2 à 11,4 % en moyenne et de 3,3 à 21,3 % sur les produits agricoles[3].

- 7-8 février : congrès constitutif de la Fédération des Bourses du travail de France et des colonies au congrès de Saint-Étienne[4] ; Fernand Pelloutier et nommé secrétaire en 1895[5].
- 8 février, Tunisie : par décret, la France fait réviser les droits du bey de Tunis sur les « terres mortes ». La France annexe au domaine de l’État les terres vendues au XVIe siècle à la famille Siala. Ces terres sont redistribuées aux colons, tout comme les terres de Makhnassi[6].
- 20 février : encyclique Inter innumeras sollicitudines  (Au milieu des sollicitudes) du pape Léon XIII, qui recommande le ralliement des catholiques français à la République[7].
- 27 février : gouvernement Émile Loubet[8].

- 8 mars : Mardi gras. Au Carnaval de Paris, un employé du bureau de poste 47 a l'idée de lancer sur les gens, dans la fête, des fins de bobines de signaux morse en papier. Le serpentin est né[9]. Avec les confettis introduits en  décembre 1891 au casino de Paris, il connait un grand succès jusqu'en 1914.

- 11 mars : attentat de Ravachol contre l'immeuble du conseiller Édouard Benoît, 136 boulevard Saint-Germain, président du tribunal dans l'affaire de Clichy ; il provoque de gros dégâts matériels[10].
- 15 mars : attentat de l’anarchiste Théodule Meunier contre la caserne Lobau[11].
- 20 mars : finale du premier championnat de France de rugby à XV, arbitrée par Pierre de Coubertin[12].

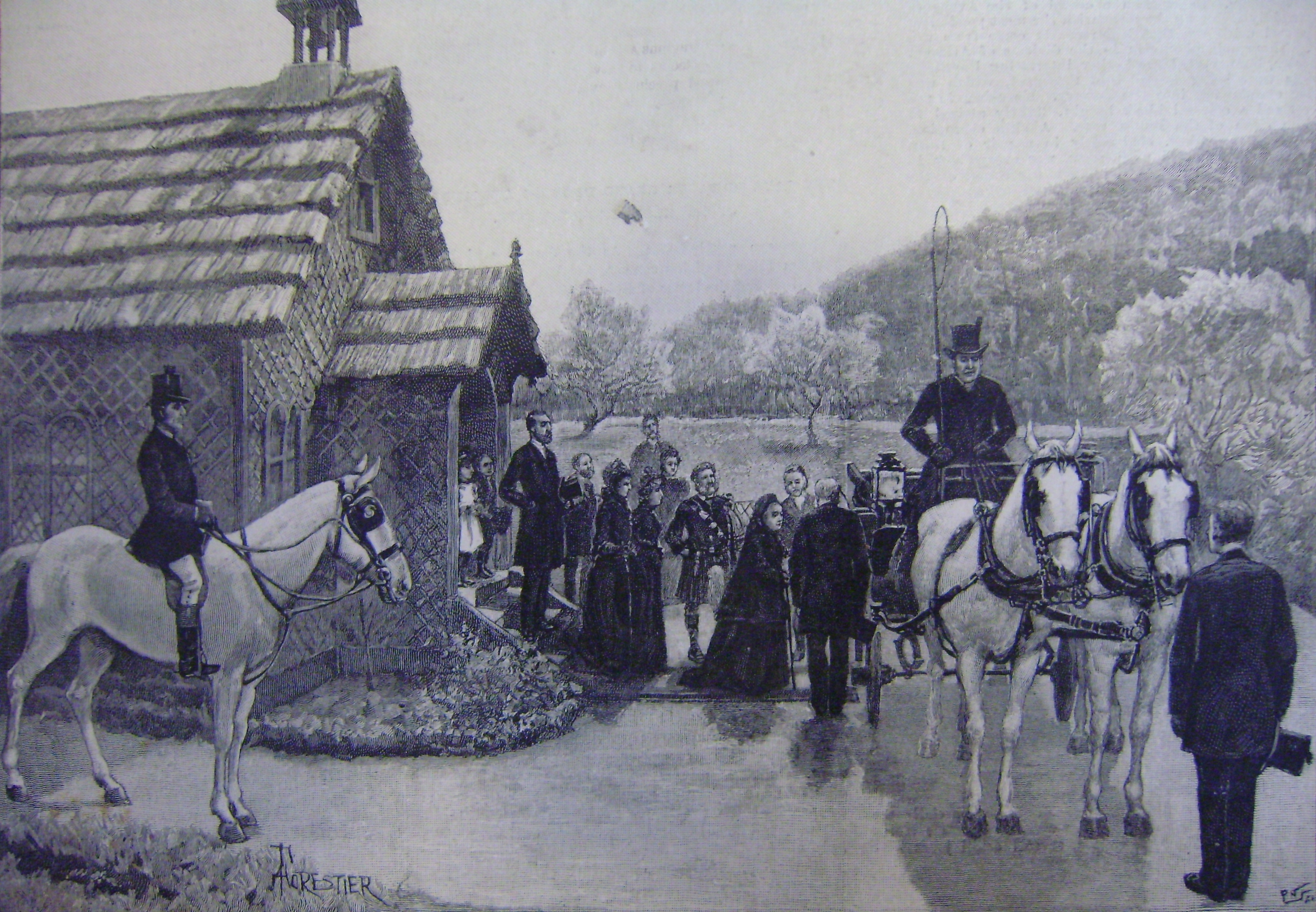
La reine Victoria à la chapelle anglicane de Costebelle, dans la commune d’Hyères, un dimanche matin de 1892 ; dans le fond, la pinède du Plantier de Costebelle.

- 21 mars-25 avril : séjour de la reine Victoria au Plantier de Costebelle à Hyères[13].
- 27 mars : Ravachol dépose une bombe dans l'immeuble du substitut au procureur Bulot, 39 rue de Clichy, qui a requis la peine de mort contre les anarchistes de Clichy[10].

- 30 mars : l’anarchiste Ravachol, dénoncé par le garçon, est arrêté au restaurant Véry. Le 25 avril, la veille de sa comparution devant les assises, ses amis feront sauter le restaurant[10].

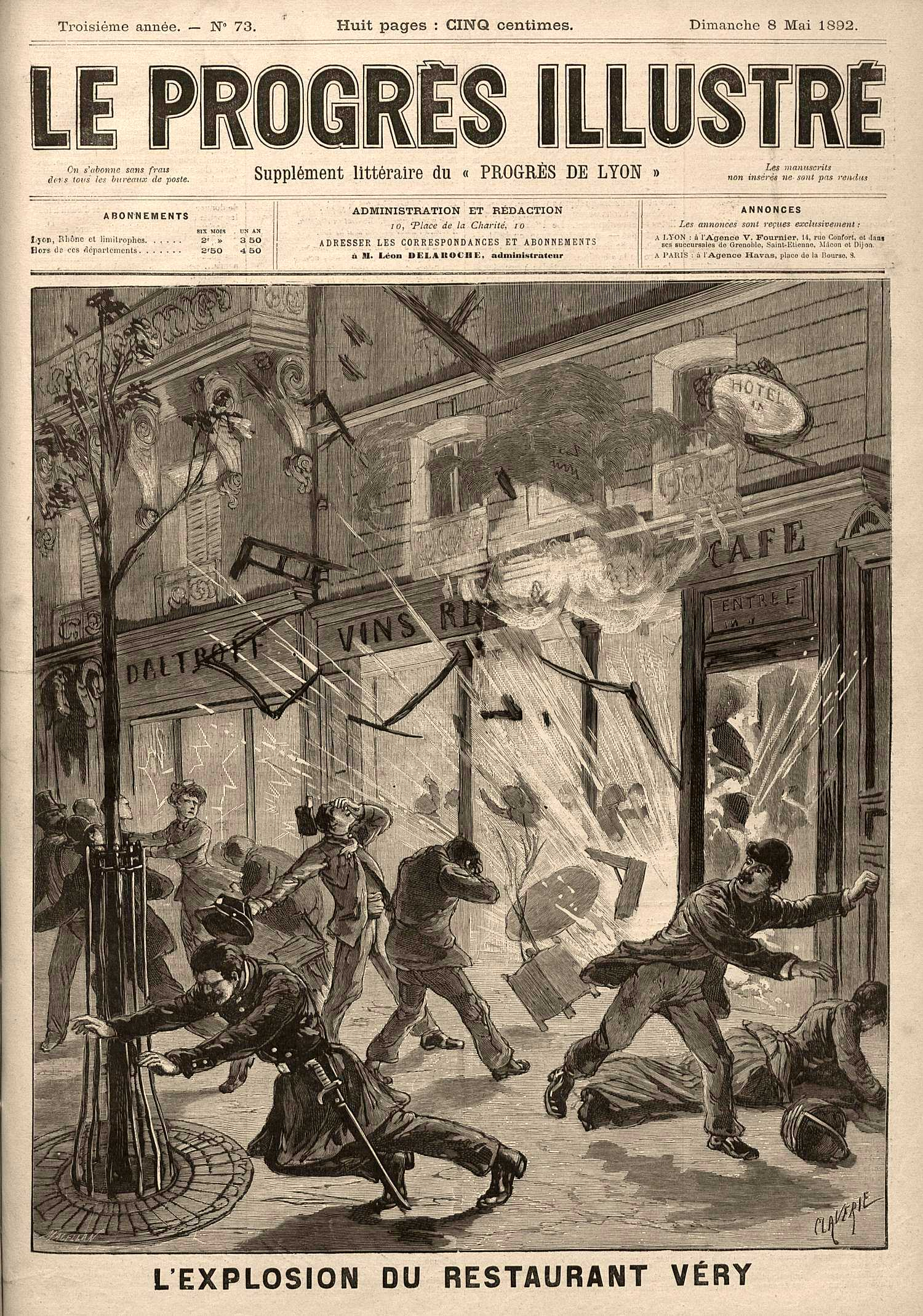
25 avril : explosion d'une bombe déposée par Théodule Meunier, au Café Véry, 22, boulevard Magenta, Le Progrès Illustré, 8 mai 1892.

- 2 avril : répression contre les attentats anarchistes ; une loi modifie l'article 435 du Code pénal pour considérer comme une tentative de meurtre prémédité « le dépôt, dans une intention criminelle, sur une voie publique ou privée, d'un engin explosif », et exempte de peine ceux qui auraient dénoncé leurs complices avant poursuite ou même provoqué leur arrestation après celle-ci[14].
- 20 avril : Édouard Drumont lance La Libre parole, journal nationaliste et antisémite[15].
- 22 avril : rafle d'anarchistes sur toute la France en prévision du procès de Ravachol et du 1er mai[16].
- 23 avril : premier bal des Quat'z'Arts à l'Élysée-Montmartre[17].

- 1er et 8 mai : élections municipales françaises[18] (sauf à Paris). Le Parti ouvrier conquiert la direction municipale de grandes villes (Roubaix, Commentry, Montluçon, Narbonne)[19].
- 15 juin : constitution d’un groupe Colonial à la Chambre des députés[20].

- 11 juillet : l'anarchiste Ravachol est guillotiné[11].

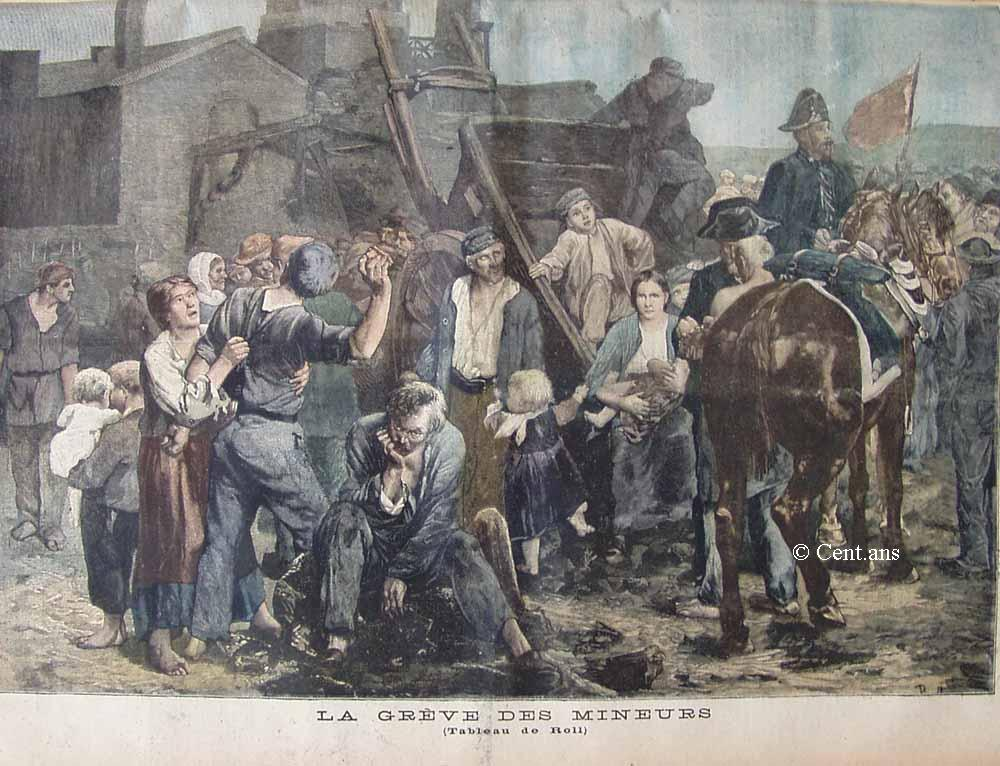
Tableau de Roll publié dans le supplément illustré du dimanche du Petit Journal représentant les mineurs en grève à Carmaux. 1er octobre 1892.

- 16 août : début de la grève des mineurs de Carmaux, défendus à l'assemblée nationale par Jean Jaurès (fin le 3 novembre)[21].
- 17 août : convention militaire franco-russe (fin en 1917), ratifiée le 27 décembre 1893 par la Russie et le 4 janvier 1894 par la France. L’accord prévoit la mobilisation des deux partenaires en cas de mobilisation d’un des membres de la Triplice, et en cas d’agression l’intervention immédiate des troupes. Les signataires s’engagent à ne pas signer de paix séparée[22].
- 27 août : le Soudan français devient une colonie indépendante du Sénégal[23]. Kayes, sur le haut Sénégal, est choisie comme capitale jusqu’en 1899.

- 24-28 septembre : le dixième Congrès national du Parti ouvrier tenu à Marseille adopte un programme agraire[24].

- 4 octobre : traité de commerce franco-marocain[25].
- 28 octobre : première projection des Pantomimes lumineuses d'Émile Reynaud avec son théâtre optique au musée Grévin[26].

- 2 novembre : création du corps des inspecteurs du travail qui sont chargés de veiller à l'application de la législation du travail dans les entreprises, au respect de la limitation de la durée du travail pour les mineurs (travail après 13 ans, journée de 10h pour les moins 16 ans, 11h pour moins 18 ans et femmes, interdiction du travail de nuit), mais aussi des règles de sécurité et d’hygiène pour tous les salariés[4].
- 8 novembre : une bombe, déposée par l'anarchiste Émile Henry pour faire sauter les bureaux de la compagnie des mines de Carmaux à Paris, explose au commissariat de la rue des Bons-Enfants et fait cinq victimes[27].
- 20 novembre : suicide du banquier Jacques de Reinach dû au scandale de Panama[28].
- 21 novembre : scandale de Panama dénoncé par l’antisémite Édouard Drumont[28]. Il met en cause une centaine de parlementaires qui ont reçu en 1888 de l’argent pour faire passer à la Chambre le vote d’un emprunt destiné à renflouer la Compagnie de Panama. Progrès de l’antisémitisme en France.

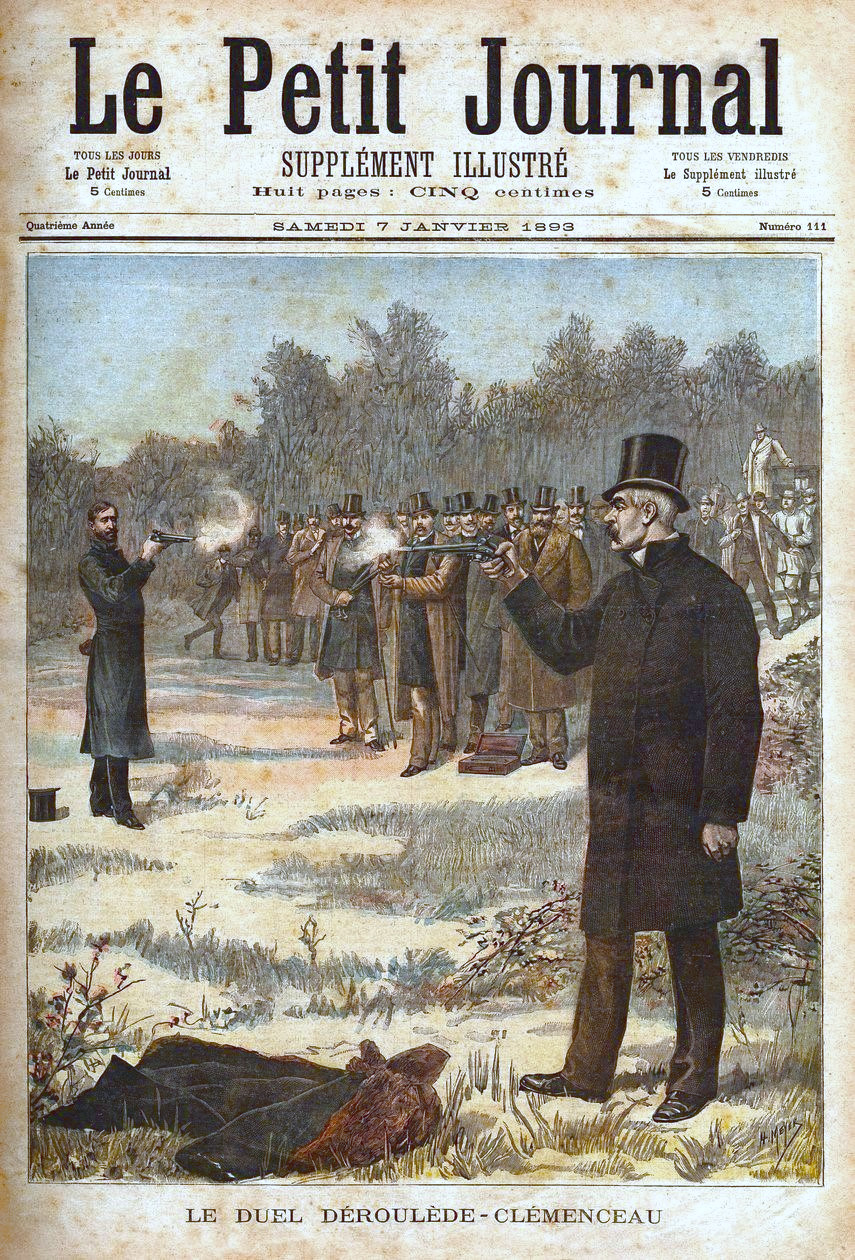
Duel entre Déroulède et Clemenceau. Petit Journal, 7 janvier 1893.

- 3 décembre : les Français établissent leur protectorat sur le Dahomey[29]. Béhanzin continue la lutte jusqu’en 1894.
- 5 décembre : premier gouvernement Ribot[8].
- 22 décembre : les députés Paul Déroulède, nationaliste, et Georges Clemenceau, radical, se battent en duel sur le champ de courses de Saint-Ouen, après que le premier ait accusé Clemenceau de traîtrise à la tribune de la Chambre. Six balles sont échangées, sans résultat[30].
- 27 décembre : loi sur la conciliation et l'arbitrage facultatifs en matière de différends collectifs entre patrons et ouvriers ou employés[4].
- 28 décembre : la société des secouristes français est autorisée par un arrêté préfectoral[31].